# Rondeletia chinajensis
Rondeletia chinajensis  es una especie de planta en la familia Rubiaceae. Es un pequeño árbol endémico de Guatemala que fue únicamente registrado en el cerro chinajá en el departamento de Alta Verapaz. Crece en selva tropical en altitudes de 400 a 700 m s. n. m., y puede alcanzar una altura de 6 a 9 m.